# Moqueur à long bec
Toxostoma longirostre
Espèce
Répartition géographique
Statut de conservation UICN

 LC  : Préoccupation mineure
Le Moqueur à long bec (Toxostoma longirostre) est une espèce d'oiseau appartenant à la famille des Mimidae.